# Johan Andreas Petersén
Johan Andreas Petersén, född 12 oktober 1771, död 4 december 1808, var en svensk grosshandlare.
Petersén var verksam som grosshandlare i Göteborg och senare även i Ängelholm. Han invaldes som ledamot nummer 203 i Kungliga Musikaliska Akademien den 21 oktober 1801. Han var gift med ledamot nummer 205 Marie Antoinette Petersén.